# Bazylika Santi Maria e Donato
Bazylika Santi Maria e Donato (pol. bazylika Najświętszej Maryi Panny i św. Donata) – rzymskokatolicki kościół w Wenecji, na wyspie Murano. Administracyjnie należy do Patriarchatu Wenecji. Jest kościołem parafialnym parafii Santi Maria Assunta, Donato Martire e Cipriano Vescovo Martire, wchodzącej w skład wikariatu Cannaregio – Estuario.
Jest jednym z wielkich kompleksów sakralnych powstałych w VII wieku, w okresie pierwszej fali osadnictwa na wyspie. Stanowi imponujący przykład ewolucji architektury romańskiej typu rawenneńskiego.
Nosi zwyczajowy tytuł bazyliki.

## Historia
Świątynia jest jednym z wielkich kompleksów sakralnych powstałych w VII wieku, w okresie pierwszej fali osadnictwa na wyspie, a przebudowanych na początku następnego tysiąclecia zgodnie ze schematami bazyliki. Według dokumentu z 999 roku kościół założyli uchodźcy z lądu stałego, dedykując go Najświętszej Maryi Pannie. Kościół został ponownie dedykowany – tym razem św. Donatowi – po tym, jak jego ciało zostało w 1125 roku przywiezione do tutejszego kościoła z Kefalinii przez dożę Domenica Michiela, wraz z kośćmi smoka, którego święty miał rzekomo zabić. Przebudowę kościoła w jego obecnej formie ukończono w 1141 roku, która to data widnieje na mozaikowej posadzce. W XVIII wieku dokonano renowacji wnętrza w stylu barokowym. Ściany boczne i partie apsydialne są rezultatem radykalnej przebudowy z lat 1858–1873. Kościołowi przywrócono wówczas pierwotny wygląd, który skrytykował brytyjski historyk sztuki Hugh Honour, stwierdzając, iż wygląd ten jest połączeniem wyglądu XIII-wiecznego kościoła z XIX-wiecznym. Dużą część XIX-wiecznych naleciałości usunięto w trakcie późniejszych renowacji, zwłaszcza tych z lat 70., w efekcie czego kościół zyskał przypuszczalny wygląd z XIII wieku.

## Architektura

### Wygląd zewnętrzny
Bazylika stanowi imponujący przykład ewolucji architektury romańskiej typu rawenneńskiego. Została wzniesiona w całości z cegły.

#### Apsyda
Apsydę otaczają dwie kondygnacje niewielkich arkad. Wyższa kondygnacja tworzy loggię, opadającą po obu stronach sześciokątnej apsydy. Całość dekorują kapitele, balustrada, ozdobne obramowania i ornamenty, niektóre z IX wieku, wywodzące się z architektury bizantyńskiej. Obie kondygnacje przedziela ozdobny fryz w formie trójkątów, przypominający układem zęby piły. Wewnątrz trójkątów umieszczono płaskorzeźby pochodzące z wcześniejszych kościołów. Natomiast w partiach bocznych kościoła, zwłaszcza w ścianach transeptu, widoczny jest wpływ architektury zachodniej. Ściany zdobią ślepe arkady, przeprute oknami.

#### Fasada
Fasada bazyliki jest podzielona na trzy części. W części centralnej, nad portalem, znajduje się płaskorzeźba przedstawiająca św. Donata. Obramowanie portalu tworzą dwa filary rzymskie. W szczytowej części znajduje się niewielkie biforium. Części boczne fasady, będące zakończeniami naw bocznych, zawierają po dwa okna.

#### Kampanila
Obok kościoła wznosi się wolno stojąca romańska kampanila z XII–XIII wieku, wzniesiona na planie kwadratu, trzykondygnacyjna, rozczłonkowana pionowo lizenami. W górnej części znajduje się komora na dzwony o ścianach przeprutych triforiami. Przy kampanili znajduje się Pomnik Poległych, o architekturze dostosowanej do otoczenia.

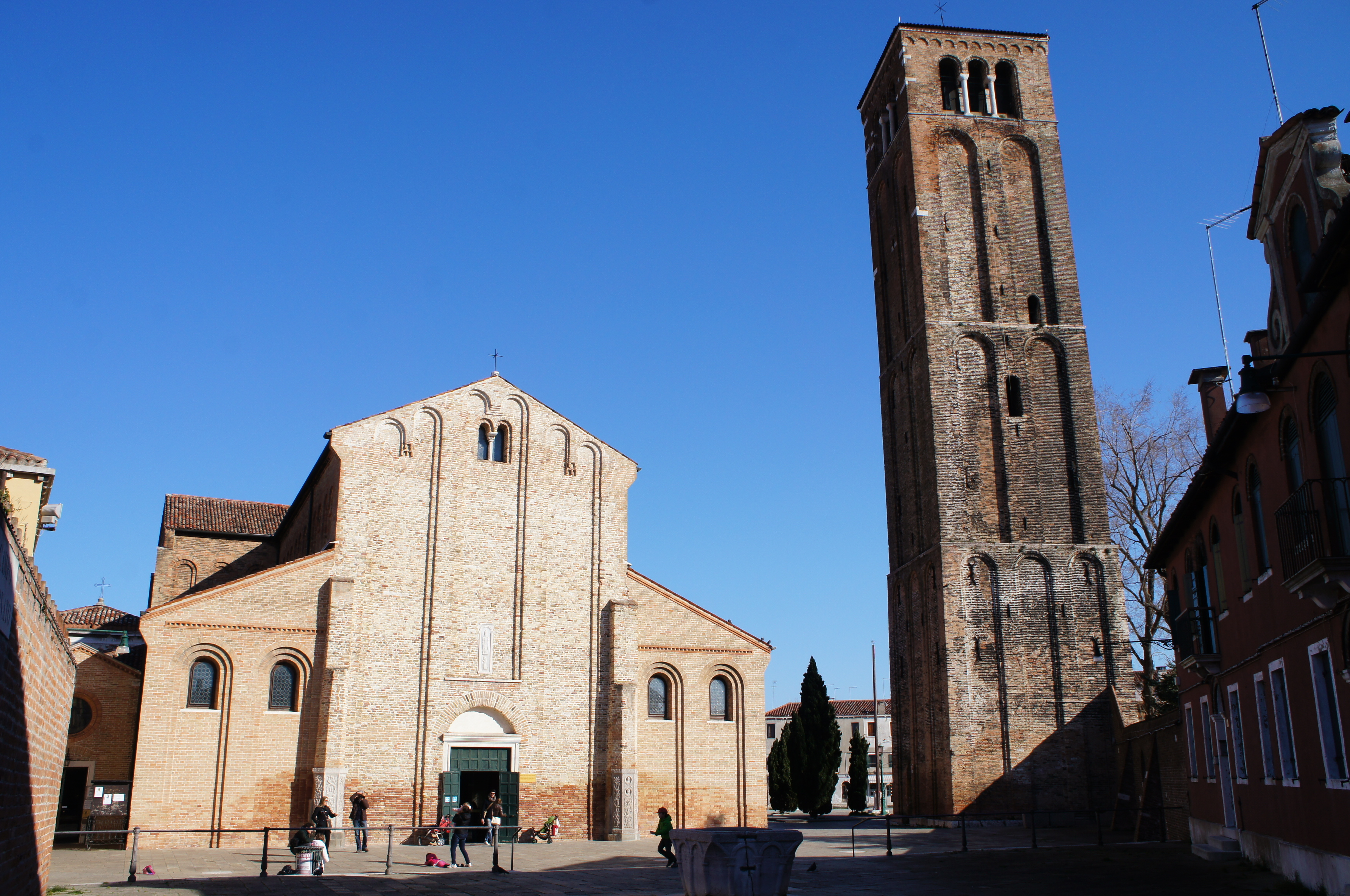
Fasada i kampanila
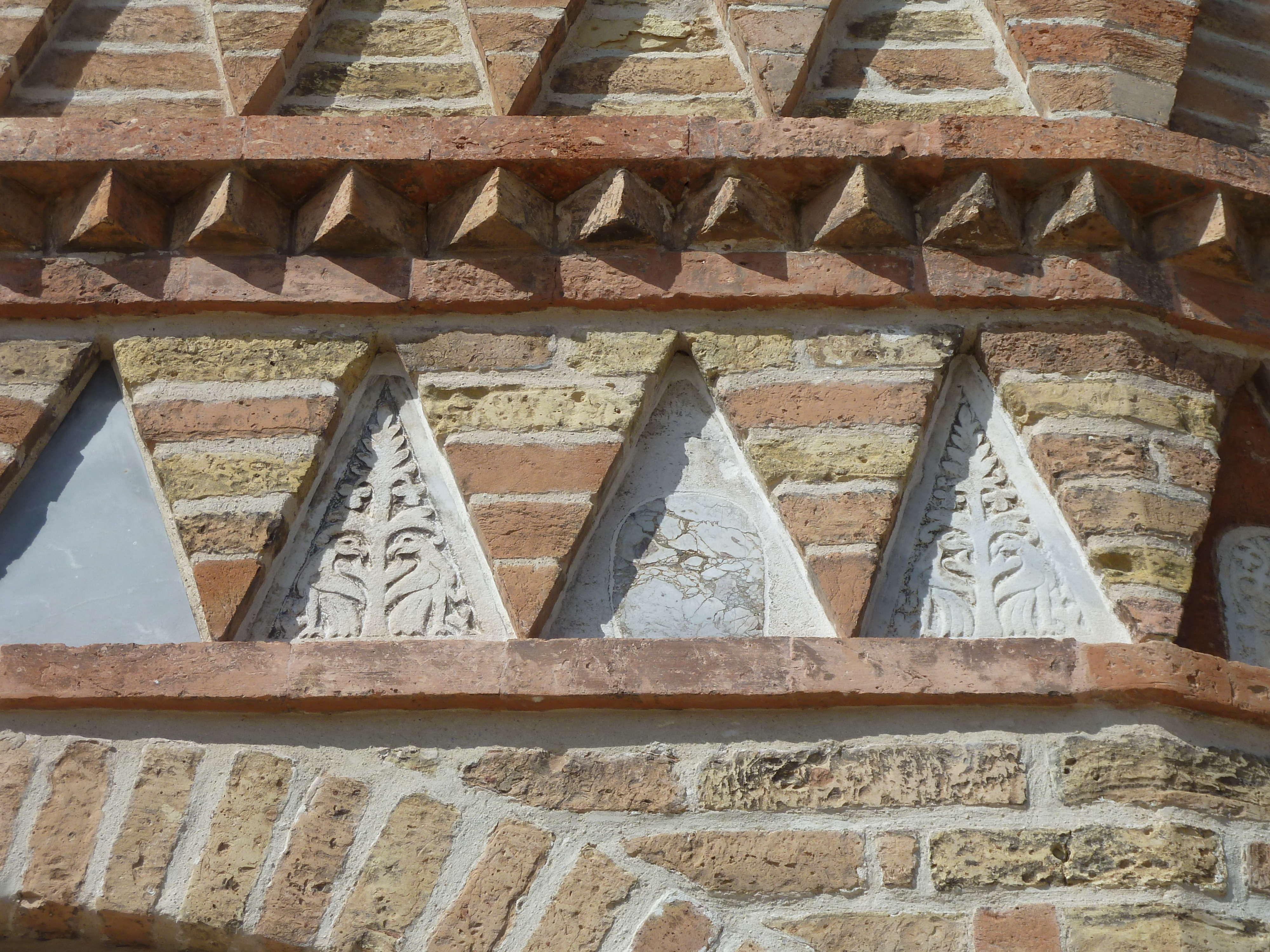
Fragment fryzu dzielącego kondygnacje apsydy
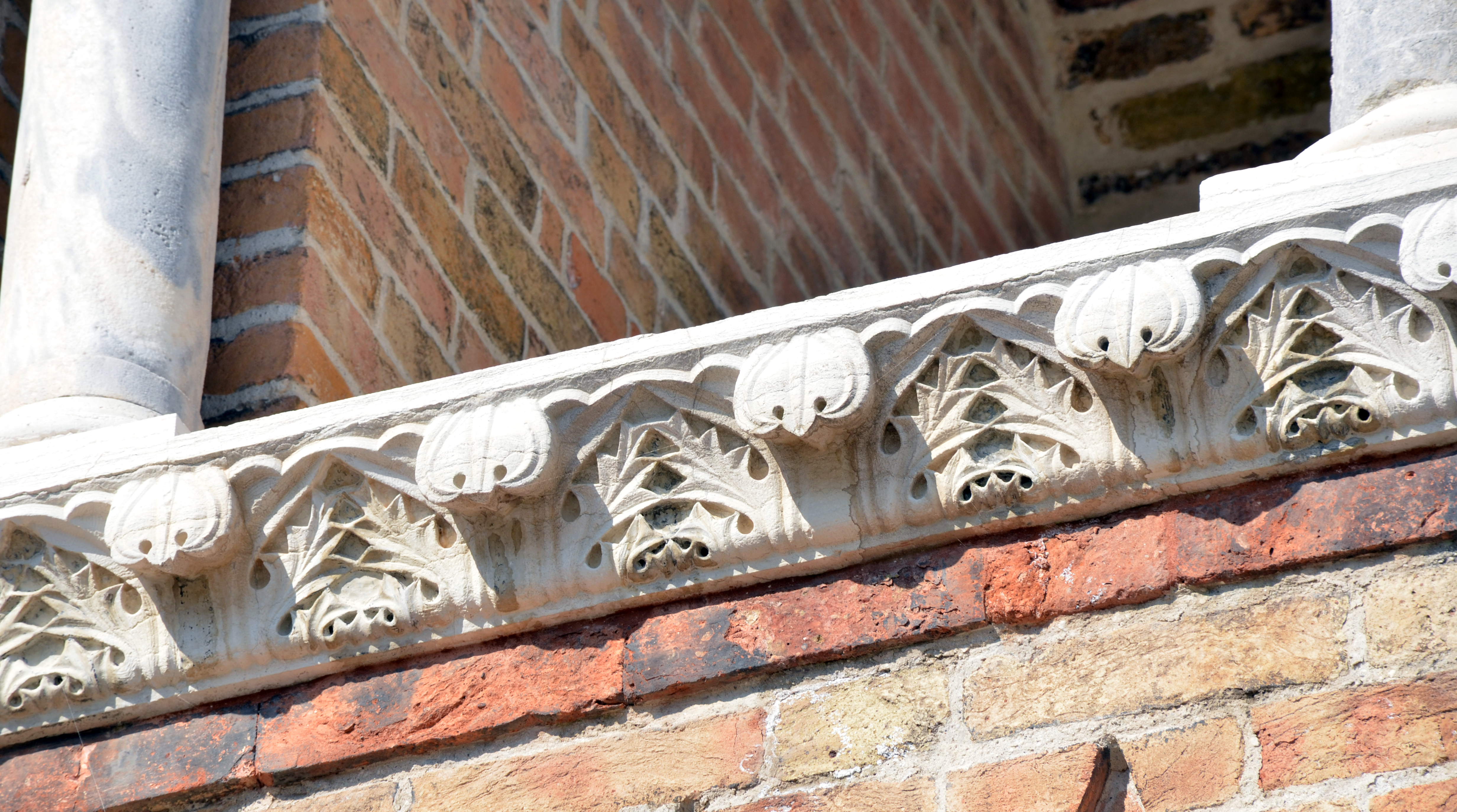
Fragment fryzu dekoracyjnego
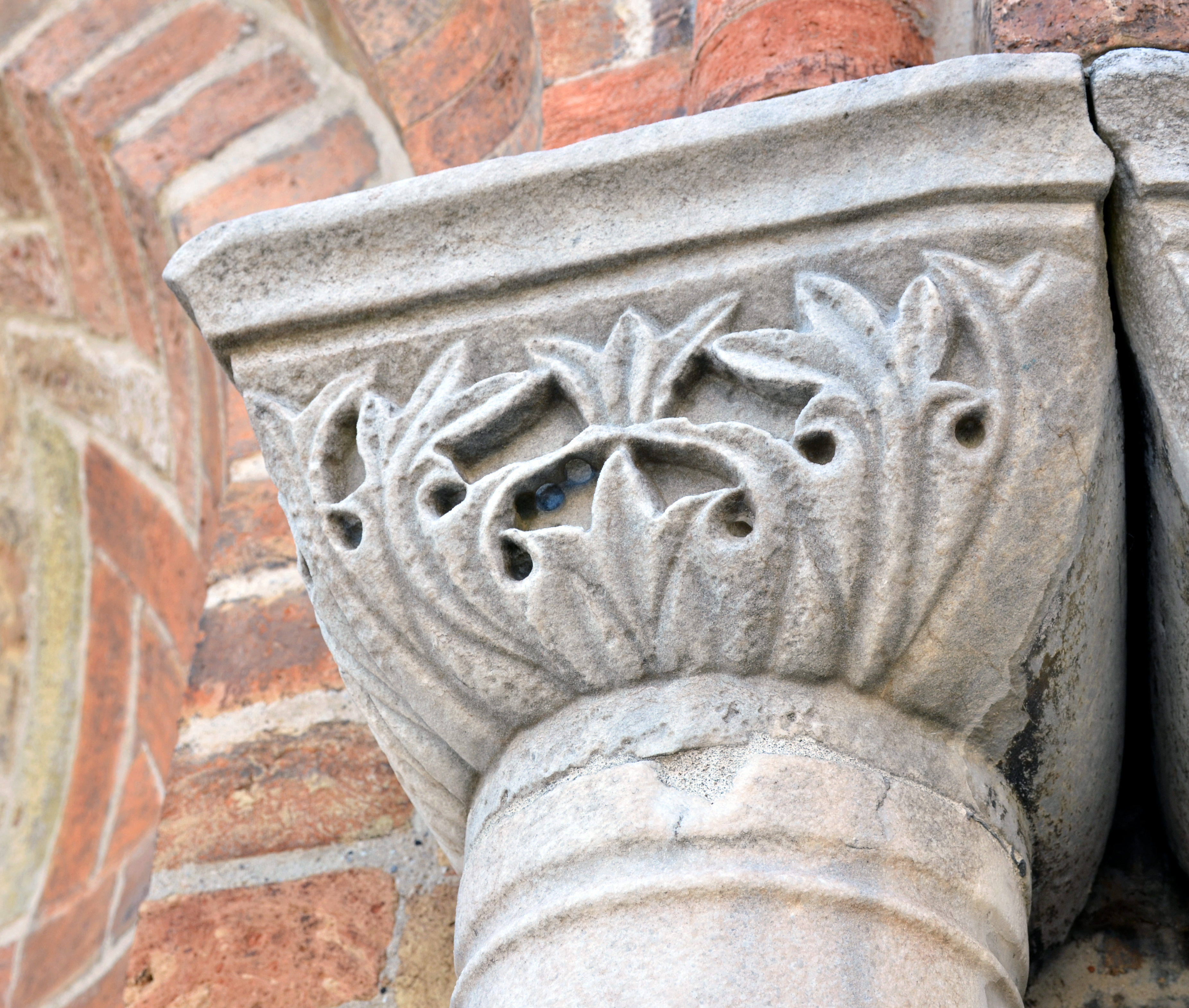
Kapitel zewnętrzny (detal)

### Wnętrze
Wnętrze, na planie krzyża łacińskiego, jest trzynawowe, przecięte wysokim transeptem i przedzielone kolumnami z marmuru greckiego, z pięknymi kapitelami. Strop jest drewniany, więźbowy. Cenna posadzka mozaikowa z 1140 roku (data widoczna w trzeciej arkadzie nawy środkowej) z figurami pawi, orłów, fantastycznych zwierząt i drzew, umieszczonych na tle wzorów geometrycznych. Na półkulistej kopule apsydy znajduje się hieratyczna figura Matki Boskiej modlącej się, XII-wieczna mozaika bizantyńska, umieszczona na złotym tle. Matka Boska została ukazana na podeście, z otwartymi rękami na klatce piersiowej w geście modlitwy, ze spojrzeniem skierowanym w lewo. Jej smukłą sylwetkę spowija płaszcz i maforion, oba w kolorze ciemnoniebieskim. Obraz ten jest bardzo podobny do Bogurodzicy, przedstawionej na kopule w pobliskiej bazylice Santa Maria Assunta na wyspie Torcello (w tym przypadku Matka Boska ukazana została z Dzieciątkiem na ręku, jako hodegetria). Mozaika z kościoła na Murano jest jednym z najbardziej niezwykłych dzieł sztuki weneckiej, dobrze reprezentujących język sztuki bizantyńskiej pierwszej połowy XII wieku; jest to język bizantyjskich artystów pracujących także w bazylice św. Marka (przykładem jest tu Matka Boska modląca się na kopule Wniebowstąpienia) i w poszczególnych partiach bazyliki na Torcello (zwłaszcza przy dekoracjach w lunecie, z ostatniej ćwierci XII wieku).
Poniżej Matki Boskiej modlącej się widnieją Ewangeliści – cykl fresków pędzla Nicolò di Pietro z XIV wieku, pośrodku natomiast – Wniebowzięcie, stiukowa płaskorzeźba z XVIII wieku.
W ołtarzu głównym złożono szczątki św. Donata. Za ołtarzem wiszą cztery kości smoka, według podań zabitego przez świętego. Na ołtarzu znajduje się XIV-wieczny poliptyk Zaśnięcie Najświętszej Maryi Panny.
Na początku lewej nawy wisi dużych rozmiarów drewniana ikona, polichromowana i pozłacana, pochodząca z 1310 roku i przedstawiająca św. Donata. Przypisywana Paolowi Veneziano, jest prawdopodobnie najstarszym przykładem malarstwa weneckiego. Nad wejściem do baptysterium wisi bogaty kolorystycznie obraz Lazzara Bastianiego przedstawiający Madonnę z Dzieciątkiem na tronie. W baptysterium znajduje się starochrześcijański sarkofag pochodzący z Altino, służący niegdyś jako chrzcielnica.

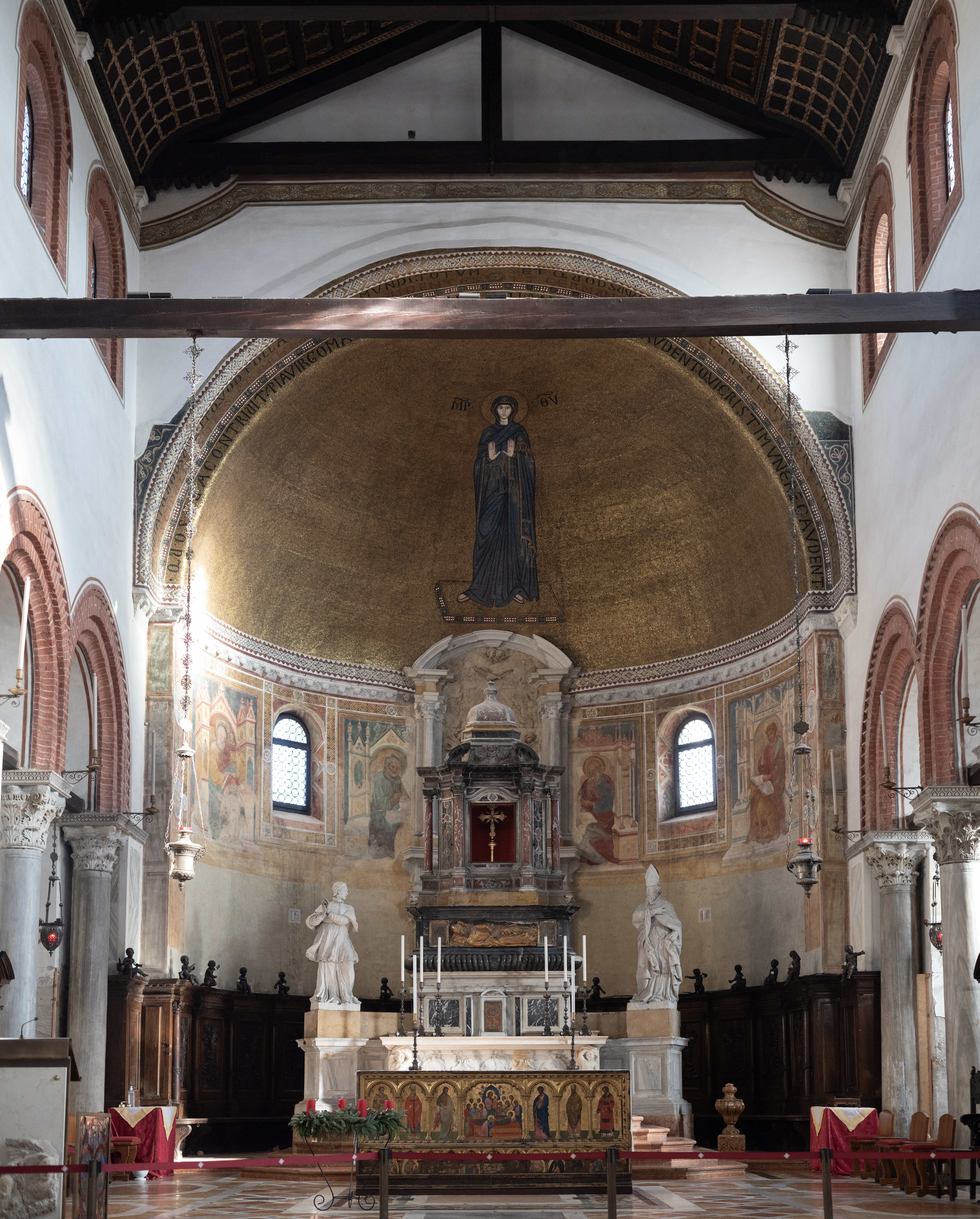
Ołtarz główny. Na kopule apsydy mozaika Matka Boska modląca się
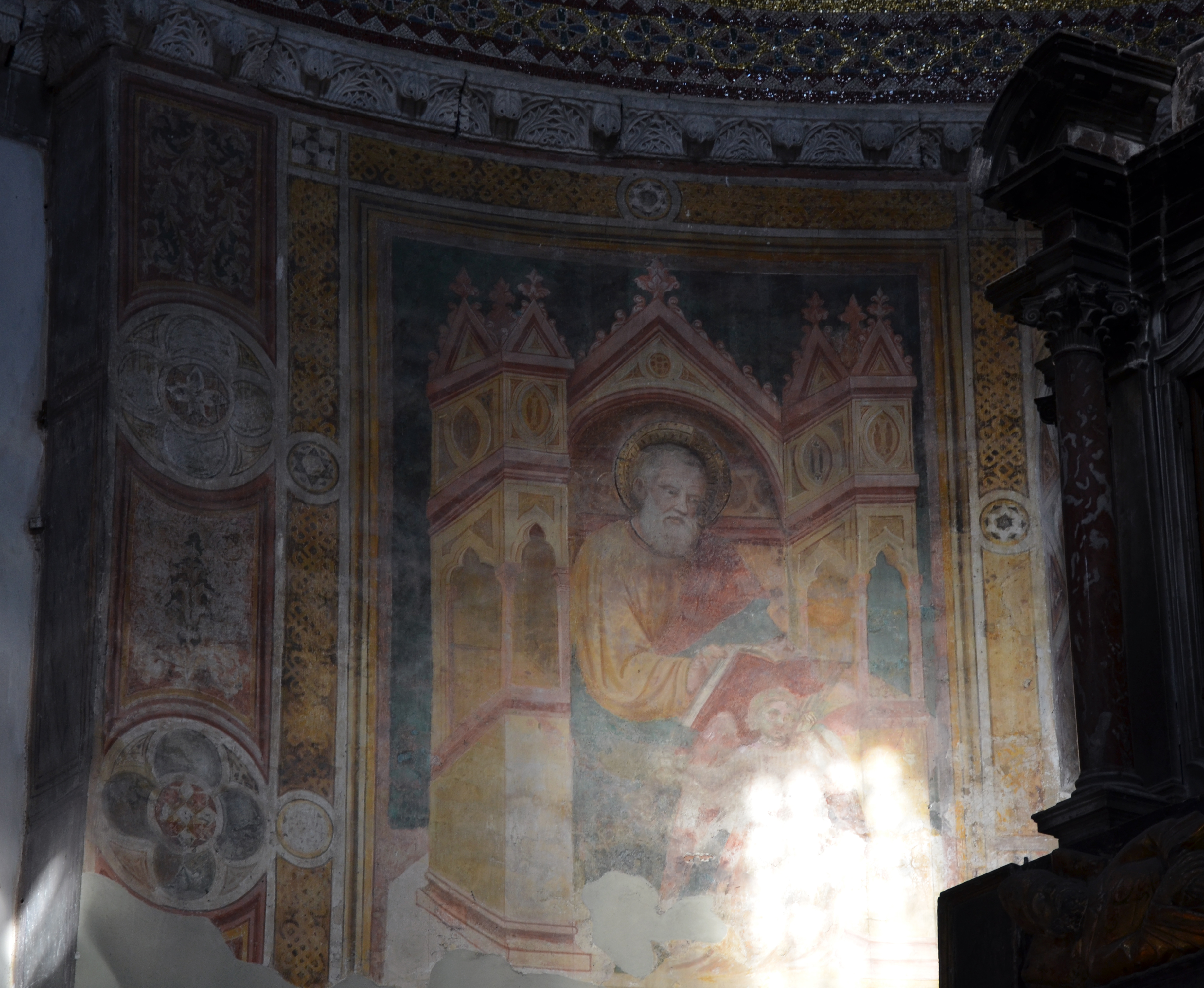
Fresk Św. Mateusz Ewangelista
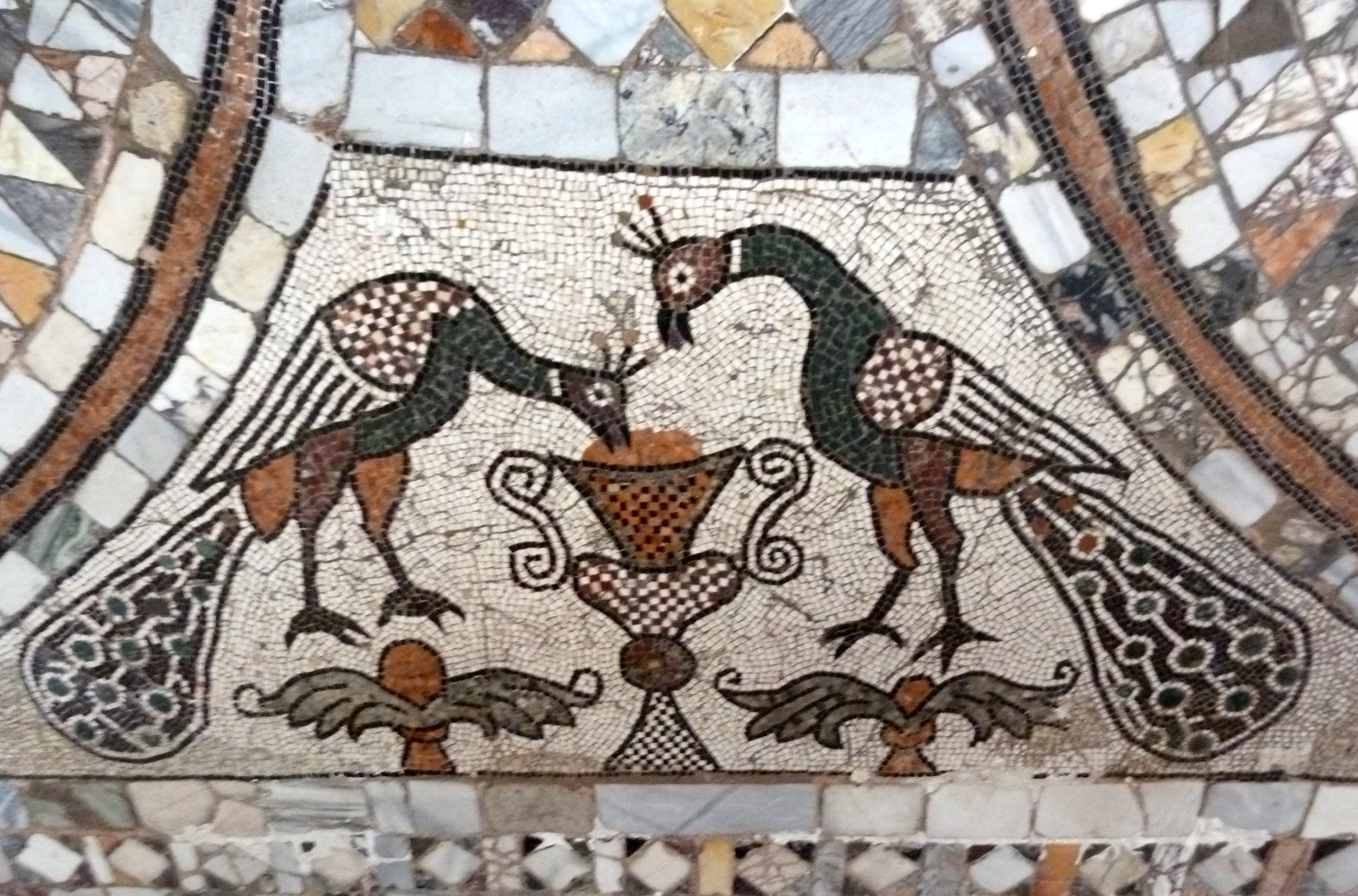
Posadzka (fragment)
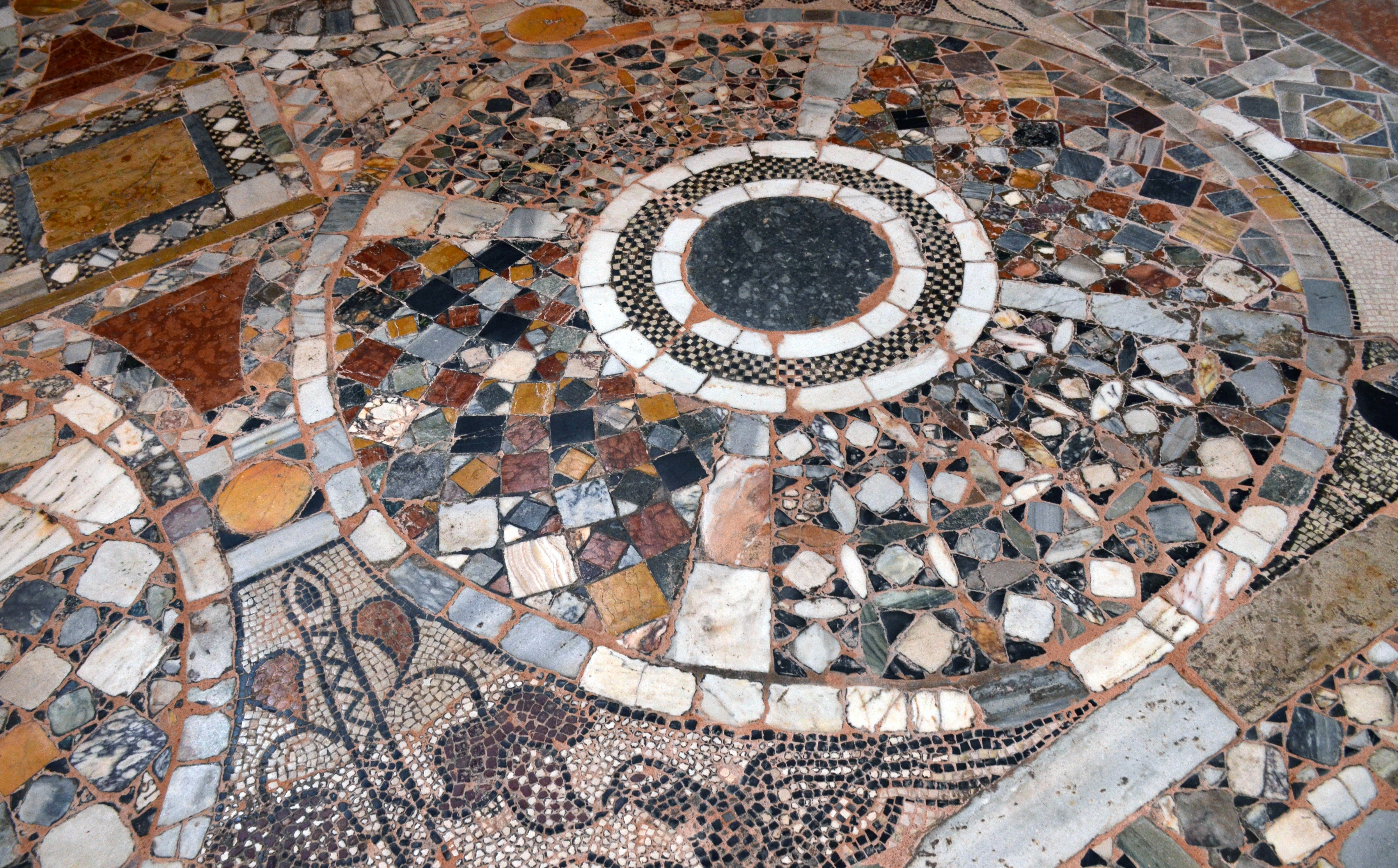
Posadzka (fragment)